# Daniel Masur
Daniel Masur (nació el 6 de noviembre de 1994) es un jugador de tenis alemán.
Su ranking ATP más alto de singles fue el número 176, logrado el 7 de marzo de 2022. Su ranking ATP más alto de dobles fue el número 158, logrado el 8 de febrero de 2022.

## Títulos ATP Challenger (10; 2+8)

### Individuales (2)
| N.° | Fecha                  | Torneo                 | Superficie | Oponente en la final | Resultado        |
| --- | ---------------------- | ---------------------- | ---------- | -------------------- | ---------------- |
| 1.  | 21 de marzo de 2021    | Challenger de Biella   | Dura (i)   | Matthias Bachinger   | 6-3, 6-7(8), 7-5 |
| 2.  | 7 de noviembre de 2021 | Challenger de Eckental | Carpet (i) | Maxime Cressy        | 6-4, 6-4         |

### Dobles (9)
| N.º | Fecha                    | Torneo                            | Superficie    | Compañero          | Oponentes en la final                       | Resultado        |
| --- | ------------------------ | --------------------------------- | ------------- | ------------------ | ------------------------------------------- | ---------------- |
| 1.  | 10 de septiembre de 2016 | Challenger de Alphen aan den Rijn | Tierra batida | Jan-Lennard Struff | Robin Haase Boy Westerhof                   | 6–4, 6–1         |
| 2.  | 12 de noviembre de 2016  | Challenger de Kobe                | Tierra batida | Ante Pavić         | Jeevan Nedunchezhiyan Christopher Rungkat   | 4–6, 6–3, [10–6] |
| 3.  | 21 de septiembre de 2019 | Challenger de Glasgow             | Dura (i)      | Ruben Bemelmans    | Jamie Murray John-Patrick Smith             | 4–6, 6–3, [10–8] |
| 4.  | 23 de noviembre de 2019  | Challenger de Maia                | Tierra batida | Andre Begemann     | Guillermo García López David Vega Hernández | 7–6(2), 6–4      |
| 5.  | 6 de febrero de 2021     | Challenger de Quimper             | Dura (i)      | Ruben Bemelmans    | Brandon Nakashima Hunter Reese              | 6–2, 6–1         |
| 6.  | 25 de septiembre de 2021 | Challenger de Biel/Bienne         | Dura (i)      | Ruben Bemelmans    | Marc-Andrea Hüsler Dominic Stricker         | Walkover         |
| 7.  | 8 de enero de 2022       | Challenger de Bendigo             | Dura          | Ruben Bemelmans    | Enzo Couacaud Blaž Rola                     | 7–6(2), 6–4      |
| 8.  | 5 de marzo de 2022       | Challenger de Turín               | Dura (i)      | Ruben Bemelmans    | Sander Arends David Pel                     | 3–6, 6–3, [10–8] |
| 9.  | 2 de abril de 2022       | Challenger de Lugano              | Dura (i)      | Ruben Bemelmans    | Jerome Kym Leandro Riedi                    | 6-4, 6-7, [10-7] |